# Adad-belu-ka’’in

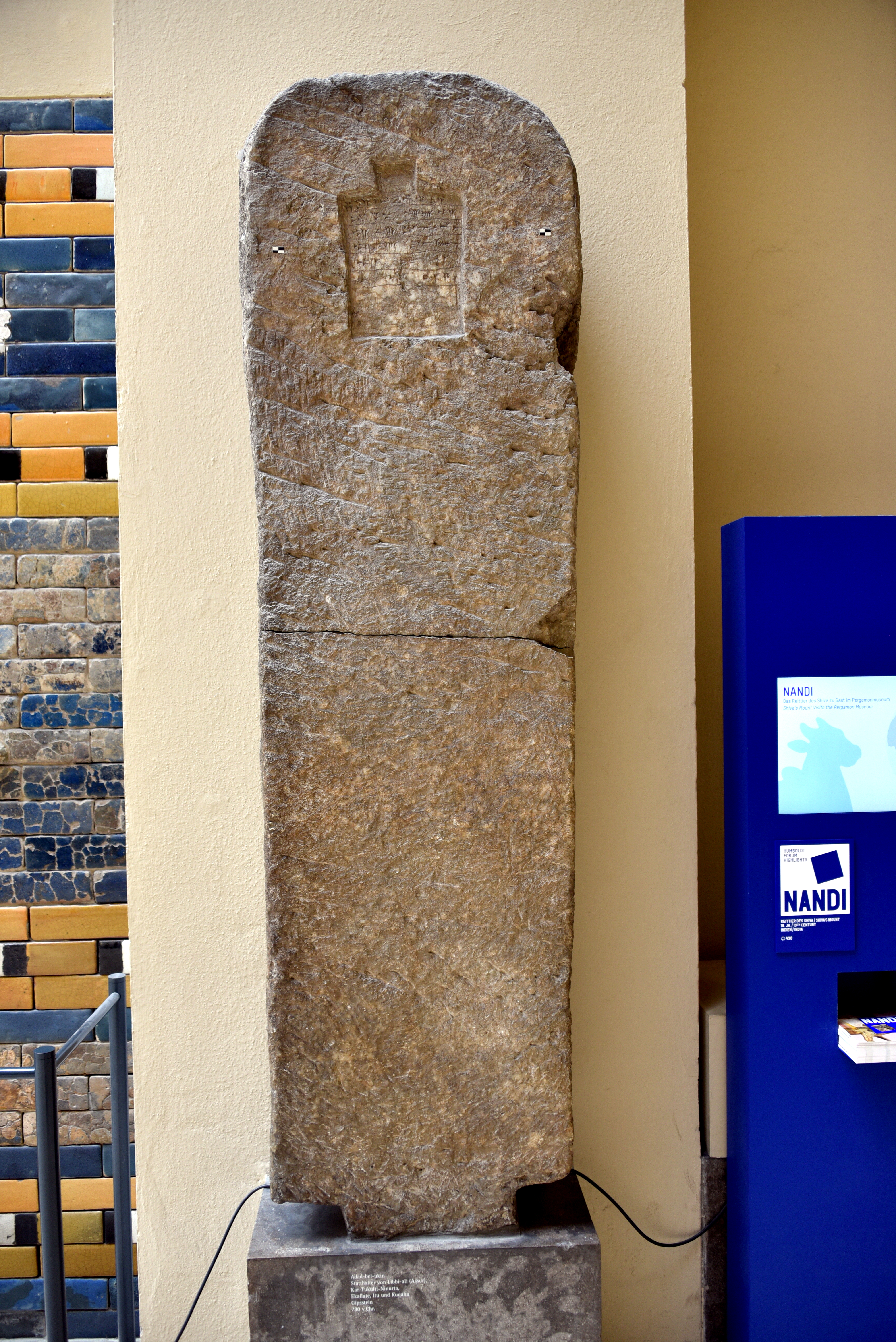
Stela Adad-belu-ka"ina odnaleziona w Aszur; zbiory Muzeum Pergamońskiego w Berlinie

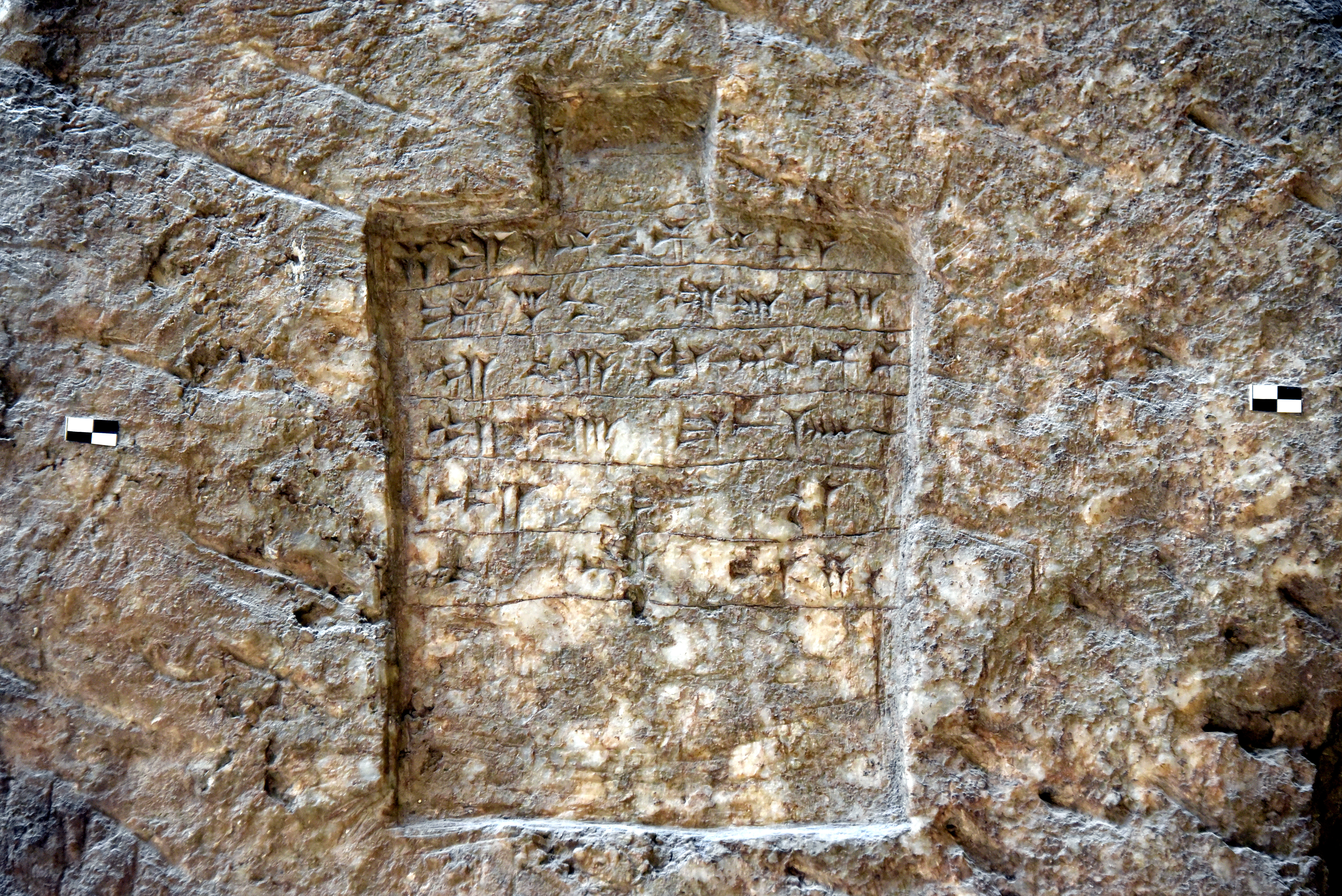
Powiększenie fragmentu steli z inskrypcją

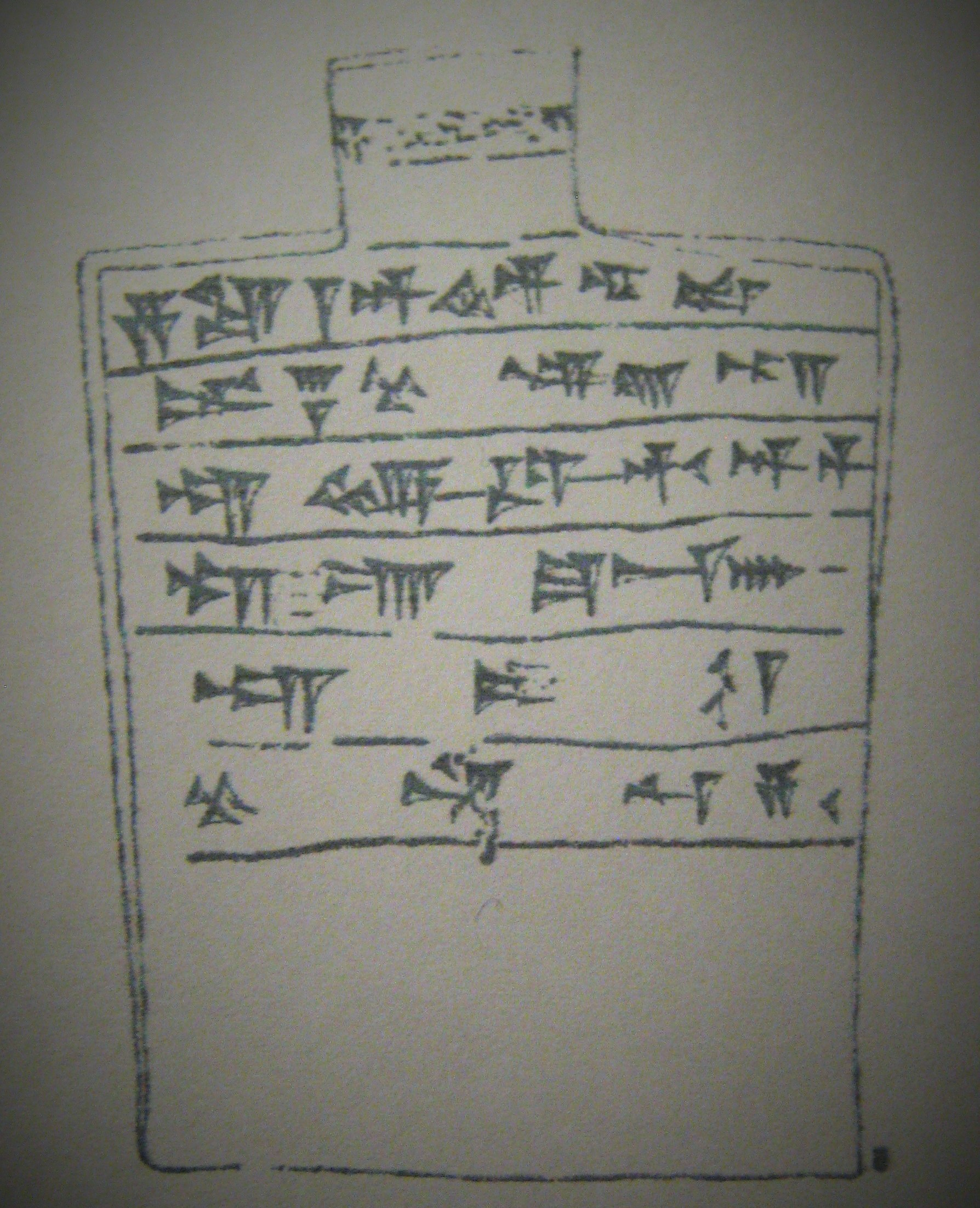
Stela Adad-belu-ka"ina - tekst klinowy inskrypcji

Adad-belu-ka’’in (akad. Adad-bēlu-ka’’in, tłum. „O Adadzie, ustanów pana!”) – wysoki dostojnik za rządów asyryjskich królów Aszur-nirari V (754-745 p.n.e.) i Tiglat-Pilesera III (744-727 p.n.e.). Według asyryjskich list i kronik eponimów, w których nosi tytuł gubernatora Aszur (akad. šakin māti, sum. lúgar.kur, dosł. „gubernatora kraju”), pełnić miał on dwukrotnie urząd limmu - eponima (w 748 i 738 r. p.n.e.).

## Imię
Imię tego dostojnika zapisywane było w asyryjskich listach eponimów po sumeryjsku w formie diškur.en.gin. Akadyjski odczyt tego imienia nie jest pewny – w korpusie tekstów klinowych Oracc (Open Richly Annotated Cuneiform Corpus) występuje ono w formie Adad-bělu-ka’’in (użytej w tym artykule), Glassner stosuje nieco różniącą się formę Adad-bēla-ka’’in, natomiast Grayson formę Adad-bēla-ukīn.

## Kariera
Według asyryjskich list eponimów Adad-belu-ka’’in pełnić miał dwukrotnie urząd eponima, najpierw za rządów Aszur-nirari V (w 748 r. p.n.e.), a następnie za rządów jego następcy, Tiglat-Pilesera III (w 738 r. p.n.e.). O tym, iż w obu przypadkach mamy do czynienia z tym samym człowiekiem, świadczą zachowane dokumenty, w których do datowania użyto jego imienia wraz z określeniem „za jego drugiego eponimatu” (akad. ina 2 pūrīšu). W trakcie prac archeologicznych w mieście Aszur pośród odkrytych tam stel urzędników asyryjskich odnaleziono również stelę Adad-belu-ka"ina. W umieszczonej na niej inskrypcji nosi on tytuł „gubernatora miast Aszur, Kar-Tukulti-Ninurta, Ekallate, Itu (oraz) krainy Ruqaha”. W asyryjskich listach eponimów, w obu przypadkach gdy pełnił urząd eponima, określany jest on natomiast jako „gubernator kraju” (sum. lúgar.kur). Fakt, iż Adad-belu-ka"in zdołał utrzymać swe stanowisko po wielkiej rebelii, która usunęła od władzy Aszur-nirari V i wyniosła na tron asyryjski Tiglat-Pilesera III, świadczyć może o tym, iż należał on do tych dostojników dworskich, którzy wsparli Tiglat-Pilesera w trakcie jego przewrotu pałacowego.